# Mesorregión del Campo das Vertentes
La mesorregión del Campo das Vertentes es una de las doce mesorregiones del estado brasilero de Minas Gerais. Está formada por la unión de 36 municipios agrupados en tres microrregiones. Sus principales ciudades son Barbacena, Lavras y São João del Rey.

## Microrregiones
- Barbacena
- Lavras
- São João del-Rei

- Datos: Q2204380